# Белянка мезентина
Белянка мезентина (Belenois aurota) — дневная бабочка из семейства белянок.

## Описание

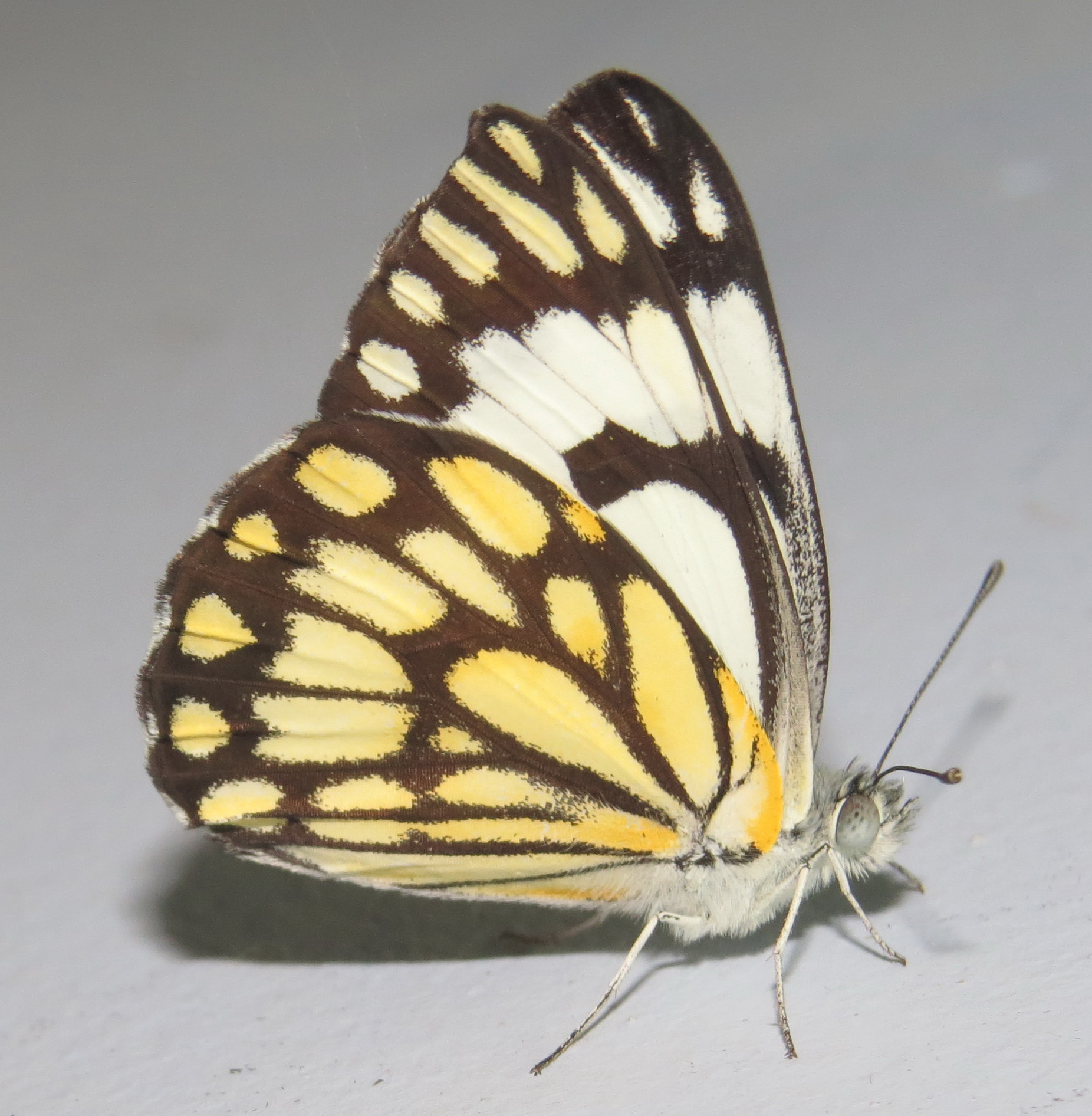
Нижняя сторона крыльев самки

Длина переднего крыла у самцов 24—25 мм, самок 26—27 мм. Крылья самцов на верхней стороне белого цвета. Передние крылья с чёрной вершиной, доходящей почти до внутреннего угла и несущей на себе узкие белые пятна между жилками. На конце срединной ячейки располагается узкое пятно чёрного цвета. Задние крылья имеют чёрную широкую кайму, по которой в ряд расположены 4 округлых крупных белых пятна. Самка сходна своей окраской с самцом, но у неё чёрная кайма шире, белые пятна выражены слабее или порой почти затемнены, а основной фон крыльев часто имеет желтоватый цвет. Рисунок крыльев на нижней стороне повторяет собой верхнюю сторону, но имеет коричневый цвета; жилки на задних крыльях окрашены в коричневый тон.

## Ареал
Туркменистан, Иран, Афганистан, Пакистан, Индия, Шри-Ланка, Никобарские о-ва, Ирак, Сирия, Передняя Азия, Аравия, Египет, Восточная и Южная Африка.
Вид склонен к миграциям.

## Биология
Полицикличный вид. На севере своего ареала встречается не каждый год; чаще всего там развивается лишь позднелетне-осеннее поколение из яиц, которые были отложены мигрирующими с юга особями. В некоторые годы, однако, на севере ареала могут попадаться бабочки и более ранних поколений (май, июнь), вероятно, залётные.
Кормовые растения гусениц — различные виды каперсов листьями и лепестками которых они питаются, в Туркмении и Северном Иране отмечено питание гусениц на Capparis spinosa. Яйца самка откладывают большими кучками.

## Охрана
Вид под названием Anapheis mesentina (Cramer, 1780) включён в Красную книгу Туркменистана (2011).

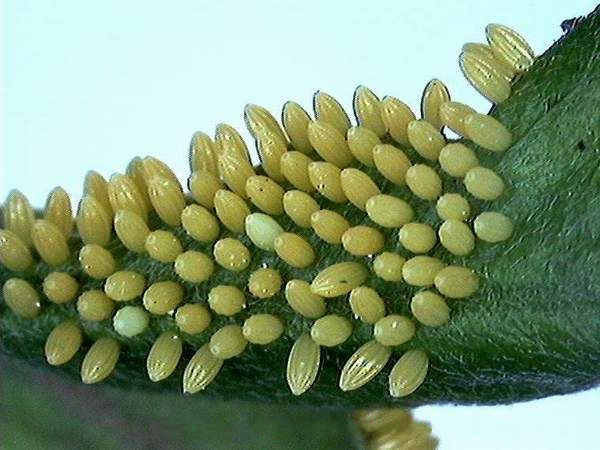
Яйца
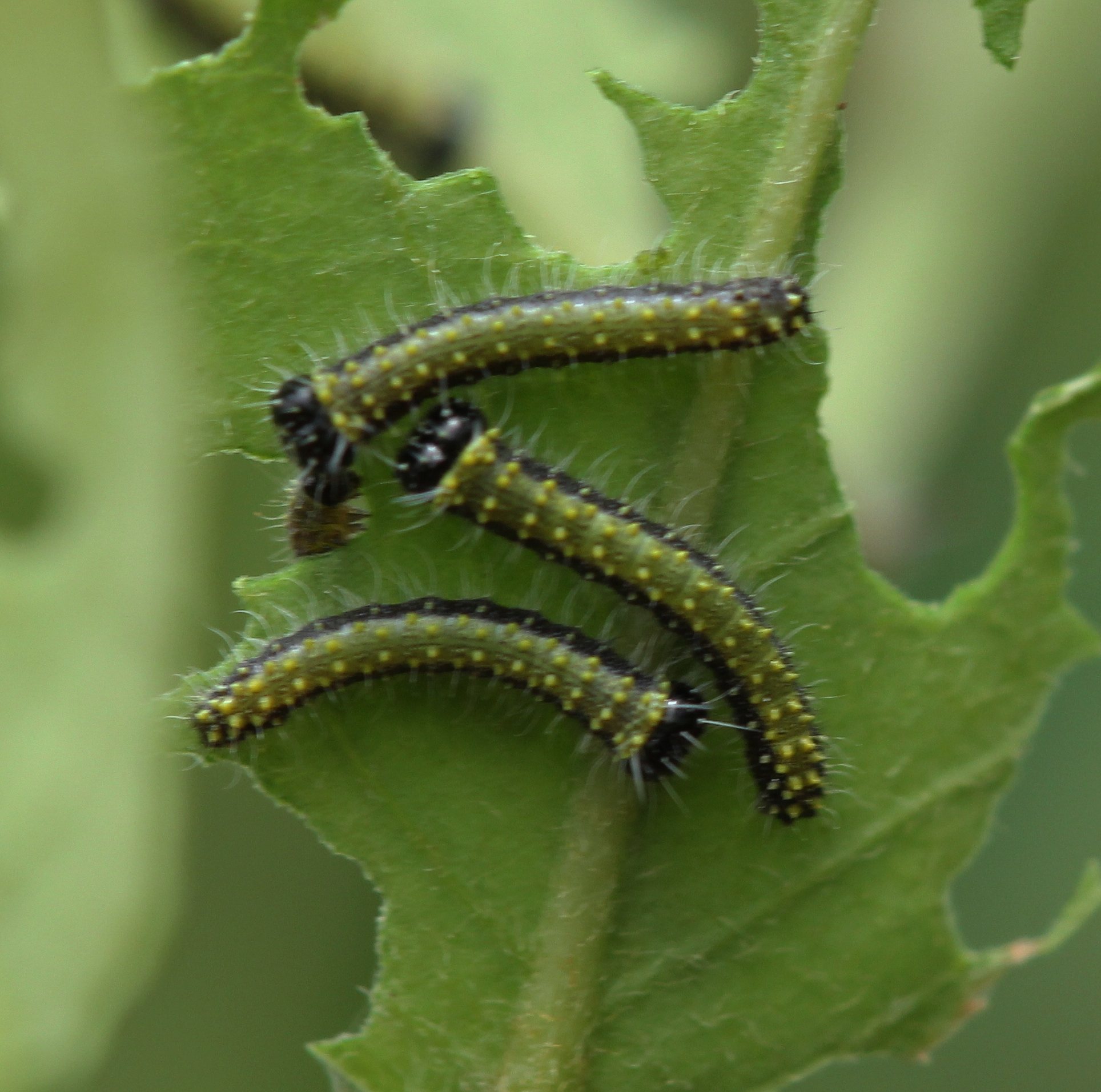
Гусеница ранних возрастов
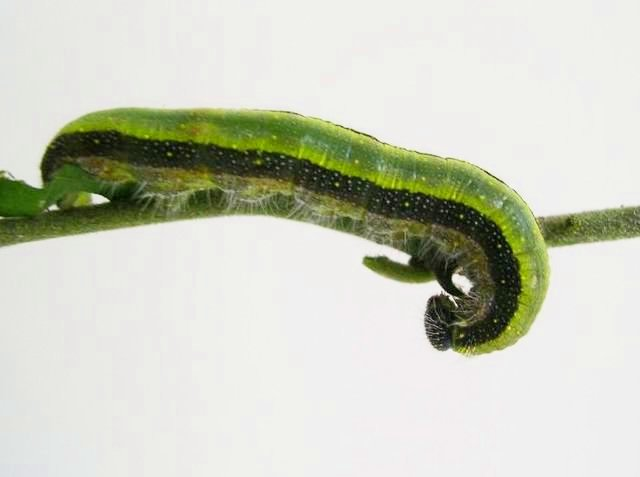
гусеница
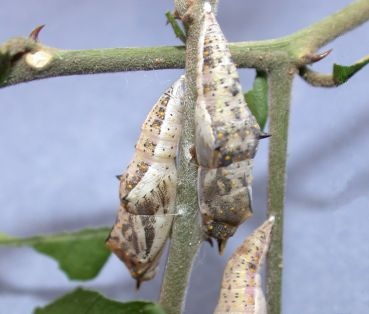
Куколка